# K Waterschei SV THOR Genk
 (juillet 2024).
Si vous disposez d'ouvrages ou d'articles de référence ou si vous connaissez des sites web de qualité traitant du thème abordé ici, merci de compléter l'article en donnant les références utiles à sa vérifiabilité et en les liant à la section « Notes et références ».
Maillots
Dernière mise à jour : 17 mai 2011.
Le Koninklijke Waterschei Sport Vereeniging THOR Genk, appelé plus généralement simplement Waterschei, est un ancien club de football belge localisé dans la ville de Genk. Il portait le matricule 553. Fondé en 1919, il disparaît en 1988 lors de la fusion avec son voisin du Winterslag pour former le KRC Genk. Durant ses 69 ans d'histoire, le club remporte deux Coupes de Belgique, mais il se retrouve également au centre de l'affaire Standard-Waterschei qui ébranle le football belge au début des années 1980.

## Histoire
Ce fut en 1919 que ce club fut fondé par des ouvriers mineurs sous la dénomination de Waterschei's Sport Vereeniging THOR. L'ajout des quatre lettres "THOR" était plus que symbolique. Contrairement à une idée trop préconçue, elles n'étaient pas une évocation de la divinité scandinave voulant souligner le caractère dur des joueurs. THOR était l'abréviation de Tot Herstellen Onze Rechten (littéralement Jusqu'à la Réhabilitation de nos Droits). Il s'agissait d'un coup de griffe, d'une plainte, tout à fait légitime, vis-à-vis du comportement du patronat de l'époque, très peu enclin à se soucier des conditions de vie et de travail des ouvriers. Un patronat qui de plus était à l'époque quasi exclusivement francophone ou "francophile" . Le choix des couleurs du club : Jaune et Noir (celles de la Flandre) n'était évidemment ni anodin, ni le fait du hasard.

Pendant plusieurs années, THOR Waterschei ne disputa que des rencontres amicales. Le club ne s'affilia à l'URBSFA qu'en 1925. Comme la prude (et très catholique, donc conservatrice) Fédération belge n'acceptait pas de slogan politique, les responsables du club écrivirent, avec humour, que "THOR" signifiait "Tot Heil Onze Ribbencast" (littéralement pour saluer notre poitrine), mais personne n'était dupe. Cet acronyme resta "l'officiel", mais dans les esprits limbourgeois, il en alla autrement !
En décembre 1926, "THOR Waterschei" se vit attribuer le matricule 553. Il devint le 7e club de la Province de Limbourg à accéder aux séries nationales en 1932. Jusqu'à sa disparition en 1988, lors de la fusion créant le K. RC Genk, le matricule 553 ne quitta jamais plus la "nationale", soit une présence de 53 saisons consécutives.
Durant sa longue Histoire, le club adapta plusieurs fois son appellation, mais deux constantes restèrent "THOR" et "Waterschei".
Les Thorians montèrent au 2e niveau national dès 1935 et y restèrent jusqu'en 1946, faisant du club le porte-drapeau du football limbourgeois. Cet honneur revint au R. Excelsior FC Hasselt entre 1946 et 1951, quand Waterschei recula d'un rang. Mais dès 1951, le cercle Jaune et Noir remonta et accéda à l'élite nationale en 1954, devenant le 2e Limbourgeois à atteindre la plus haute division (Beringen FC avait été le premier en 1950). En 1955, THOR Waterschei atteignit la finale de la Coupe de Belgique. Mais au Heysel, l'Antwerp se révéla un trop gros morceau à croquer (4-0). 
Pendant longtemps, Waterschei, avec Saint-Trond, représenta le fleuron du football limbourgeois. Mais les "Trudonnaires", localisés plus au Sud, n'avaient pas la réputation de courage et de rudesse de caractère des héritiers des charbonnages du Limbourg.

Lors de la saison 1959-1960, Waterschei brilla. Le club limbourgeois termina à la 3e place, trois points derrière le Lierse et à deux longueurs d'Anderlecht. Mais hélas, deux saisons plus tard, THOR Waterschei régressa dans la hiérarchie et fut relégué. En 1963, le matricule 553 fut au centre d'un premier scandale. Vice-champion de D2, le club fut sanctionné à la suite d'une plainte de Tilleur. Considéré comme "ayant tenté de fausser la compétition", Waterschei fut relégué d'office en Division 3. Si le club revint rapidement dans l'antichambre de l'élite, il allait devoir patienter jusqu'en 1978 pour remonter en Division 1. 
Après ce retour au sommet de la pyramide, suivirent alors huit saisons de bonheurs divers, dont deux Coupes de Belgique remportées en 1980 et 1982. Lors de la saison 1982-1983, THOR Waterschei réalisa un magnifique parcours en Coupe des Coupes. Le matricule 553 y atteignit les demi-finales, après avoir éliminé le Paris Saint-Germain en quarts de finale. Battus 2-0 au Parc des Princes, les Thorians renversèrent la vapeur (3-0) dans leur André Dumontstadion. Comme pour Winterslag, un an plus tôt, le rêve se termina en Écosse où Aberdeen FC se montra sans pitié (5-1). À l'époque, le team écossais était dirigé par un entraîneur encore peu connu, un certain Alex Ferguson. Waterschei sauva l'honneur au retour 1-0. En finale, les troupes du futur Sir Alex s'adjugèrent le trophée devant le Real Madrid (2-1).
Comme pour Winterslag, les lendemains des exploits européens furent difficiles pour Waterschei. D'autant que le club se retrouva au centre du fameux scandale dénommé "Affaire Standard-Waterschei". 
En difficultés financières, THOR fut relégué en Division 2 en 1986. Classé 9e en fin de saison 1986-1987, alors que Winterslag remportait le "Tour final", le K. Waterschei SV THOR Genk termina 15e et donc relégué en D3, au terme de l'exercice 1987-1988.
L'arrière-saison 1988 vit aboutir des négociations entamées quelques mois plus tôt. La fusion Winterslag/Waterchei fut entérinée. Le K. RC Genk vit le jour alors que le matricule 553 disparut.

### Repères chronologiques
- 1919 : 1er janvier 1919, fondation de WATERSCHEI SPORTVEREENIGING T.H.O.R. GENK.
- 1925 : 1er janvier 1925, WATERSCHEI SPORTVEREENIGING T.H.O.R. GENK change sa dénomination et devient WATERSCHEI SPORTVEREENIGING T.H.O.R..
- 1925 : 16 septembre 1925, WATERSCHEI SPORTVEREENIGING T.H.O.R. s'affilie à l'URBSFA et se voit attribuer le matricule 553.
- 1951 : 13 avril 1951, WATERSCHEI SPORTVEREENIGING T.H.O.R. (553) est reconnu « Société Royale ».
- 1951 : 13 juin 1951, WATERSCHEI SPORTVEREENIGING T.H.O.R. (553) adapte son appellation et devient KONINKLIJKE SPORTVEREENIGING WATERSCHERI T.H.O.R.
- 1961 : 14 juin 1961, dix après le dernier changement (durée réglementaire à l'époque) KONINKLIJKE SPORTVEREENIGING WATERSCHERI T.H.O.R. (553) change son nom et prend la dénomination de KONINKLIJKE SPORTVEREENIGING WATERSCHERI T.H.O.R. GENK (553)
- 1988 : 1er juillet 1988,  KONINKLIJKE SPORTVEREENIGING WATERSCHERI T.H.O.R. GENK (553) fusionne avec KONINKLIJKE FOOTBALL CLUB WINTERSLAG (322) pour former KONINKLIJK RACING CLUB GENK (322). Le matricule 553 est démissionné à la même date.

### Palmarès
Le matricule 553 conquit sept titres en séries nationales :
- Champion de Division 2 : 3 (1954, 1957, 1978)
- Champion de Division 3 : 4 (1935, 1951, 1964, 1974)
- Vainqueur de la Coupe de Belgique : 2 (1980, 1982).
- Finaliste de la Coupe de Belgique : 1 (1955)

## Personnalités

### Les Diables Rouges de Waterschei
| Nom              | Caps | periode   |
| Lei Clijsters    | 40   | 1983-1991 |
| Eddy Voordeckers | 22   | 1978-1985 |
| Léon Ritzen      | 6    | 1960-1968 |
| Mathieu Bollen   | 4    | 1953-1959 |
| Jos Heyligen     | 2    | 1973-1980 |

### Entraîneurs
- Henri Dekens (1954-1959)
- André Bollen (1959-1961)
- Mathieu Bollen (1961-1963)
- Georges Meuris (1967-1968)
- Jef Vliers (1978-1979)
- Adolf Pinter (01/07/1979-25/09/1979)
- Cor Brom (1979-1981) (1x Coupe de Belgique)
- Rik Pauwels (1981)
- Ernst Künnecke (1981)
- Rik Pauwels (1981-1982) (1x Coupe de Belgique)
- Ernst Künnecke (1982-1983)
- Han Grijzenhout (1983-1984)
- Pierre Geys (1984-1985)
- Jos Deraeve (1985-1986)

## Classements en séries nationales

### Bilan
| Niv | Divisions    | Jouées | Titres | TM Up | TM Down |
| --- | ------------ | ------ | ------ | ----- | ------- |
| I   | 1e nationale | 15     | 0      |       |         |
| II  | 2e nationale | 27     | 3      | 2     |         |
| III | 3e nationale | 11     | 4      |       | 1       |
| IV  | 4e nationale | 0      | 0      |       |         |
|     |              |        |        |       |         |
|     | TOTAUX       | 53     | 7      | 2     | 1       |

- TM Up= test-match pour départager des égalités, ou toutes formes de Barrages ou de Tour final pour une montée éventuelle.
- TM Down= test-match pour départager des égalités, ou toutes formes de Barrages ou de Tour final pour le maintien.

## Parcours européen
BILAN: 12 matches ; 8 victoires, 3 défaites, 1 nul ; buts=26-10'.
- Coupe d'Europe des Vainqueurs de Coupe 1980-1981

| Ordre | Dates      | Tour    | Matches                         | Scores |  | Arbitres | Stades       | Public      |
| ----- | ---------- | ------- | ------------------------------- | ------ |  | -------- | ------------ | ----------- |
| 1     | 00/00/1980 | 1/16e A | Omonia Nicosie - Waterschei     | 1-3    |  | arbitre  | GSP          | spectateurs |
| 2     | 00/00/1980 | 1/16e R | Waterschei - Omonia Nicosie     | 4-0    |  | arbitre  | André Dumont | spectateurs |
| 3     | 00/00/1980 | 1/8e A  | Waterschei - Fortuna Düsseldorf | 0-0    |  | arbitre  | André Dumont | spectateurs |
| 4     | 00/00/1980 | 1/8e R  | Fortuna Düsseldorf - Waterschei | 1-0    |  | arbitre  | Rheinstadion | spectateurs |

- Coupe d'Europe des Vainqueurs de Coupe 1982-1983

| Ordre | Dates      | Tour    | Matches                          | Scores |           | Arbitres | Stades           | Public      |
| ----- | ---------- | ------- | -------------------------------- | ------ | --------- | -------- | ---------------- | ----------- |
| 1     | 00/00/1982 | 1/16e A | Waterschei - Red Boys Diff.      | 7-0    |           | arbitre  | André Dumont     | spectateurs |
| 2     | 00/00/1982 | 1/16e R | Red Boys Diff. - Waterschei      | 0-1    |           | arbitre  | Thillenberg      | spectateurs |
| 3     | 00/00/1982 | 1/8e A  | B 93 Copenhague - Waterschei     | 0-2    |           | arbitre  | Østerbro         | spectateurs |
| 4     | 00/00/1982 | 1/8e R  | Waterschei - B 93 Copenhague     | 4-1    |           | arbitre  | André Dumont     | spectateurs |
| 5     | 00/00/1983 | 1/4 A   | Paris Saint-Germain - Waterschei | 2-0    |           | arbitre  | Parc des Princes | spectateurs |
| 6     | 00/00/1983 | 1/4 R   | Waterschei - Paris Saint-Germain | 3-0    | ap. prol. | arbitre  | André Dumont     | spectateurs |
| 7     | 00/00/1983 | 1/2 A   | Aberdeen FC - Waterschei         | 5-1    |           | arbitre  | Pittodrie        | spectateurs |
| 8     | 00/00/1983 | 1/2 R   | Waterschei - Aberdeen FC         | 1-0    |           | arbitre  | André Dumont     | spectateurs |